# Syzygium idrisii
Syzygium idrisii är en myrtenväxtart som beskrevs av Peter Shaw Ashton. Syzygium idrisii ingår i släktet Syzygium och familjen myrtenväxter. Inga underarter finns listade i Catalogue of Life.